# Quantanthura brasiliensis
Quantanthura brasiliensis là một loài chân đều trong họ Anthuridae. Loài này được Kensley & Koening miêu tả khoa học năm 1979.